# Cynopoecilus
Cynopoecilus – rodzaj ryb karpieńcokształtnych z rodziny strumieniakowatych (Rivulidae).

## Klasyfikacja
Gatunki zaliczane do tego rodzaju:
- Cynopoecilus fulgens
- Cynopoecilus intimus
- Cynopoecilus melanotaenia
- Cynopoecilus multipapillatus
- Cynopoecilus nigrovittatus